# Oak Grove (condado de Washington)
Oak Grove es un lugar designado por el censo ubicado en el condado de Washington en el estado estadounidense de Tennessee. En el Censo de 2010 tenía una población de 4.425 habitantes y una densidad poblacional de 324,63 personas por km².

## Geografía
Oak Grove se encuentra ubicado en las coordenadas 36°25′33″N 82°25′58″O / 36.42583, -82.43278. Según la Oficina del Censo de los Estados Unidos, Oak Grove tiene una superficie total de 13.63 km², de la cual 11.61 km² corresponden a tierra firme y (14.84%) 2.02 km² es agua.

## Demografía
Según el censo de 2010, había 4.425 personas residiendo en Oak Grove. La densidad de población era de 324,63 hab./km². De los 4.425 habitantes, Oak Grove estaba compuesto por el 96.11% blancos, el 1.24% eran afroamericanos, el 0.38% eran amerindios, el 0.52% eran asiáticos, el 0.02% eran isleños del Pacífico, el 0.41% eran de otras razas y el 1.31% pertenecían a dos o más razas. Del total de la población el 1.6% eran hispanos o latinos de cualquier raza.